# La Vecilla de Curueño
La Vecilla de Curueño är en ort i Spanien.   Den ligger i provinsen Provincia de León och regionen Kastilien och Leon, i den norra delen av landet, 300 km nordväst om huvudstaden Madrid. La Vecilla de Curueño ligger 1 008 meter över havet och antalet invånare är 420.
Terrängen runt La Vecilla de Curueño är kuperad. Runt La Vecilla de Curueño är det glesbefolkat, med 8 invånare per kvadratkilometer. Närmaste större samhälle är Boñar, 7,0 km öster om La Vecilla de Curueño. I omgivningarna runt La Vecilla de Curueño växer i huvudsak blandskog.